# Comme un fils
Pour plus de détails, voir Fiche technique et Distribution.
Comme un fils est un film dramatique français réalisé par Nicolas Boukhrief et sorti en 2023,.

## Synopsis
Jacques Romand est un professeur de collège qui vient de quitter l'enseignement où il ne se trouvait plus en phase avec sa vocation. La mort récente de sa femme l'a aussi amené à reconsidérer sa vie. Un soir qu'il faisait des courses dans son épicerie de quartier, trois jeunes agressent le caissier et s'enfuient, mais l'un d'entre eux reste en arrière et est ceinturé par Jacques qui le retient jusqu'à l'arrivée de la police. Cet épisode le trouble et il cherche à savoir ce que devient ce jeune délinquant.
Libéré dans les jours qui suivent, le jeune garçon vient cambrioler la maison de Jacques en son absence et s'endort sur place. De retour, Jacques arrive à lui parler, lui expliquant qu'il voudrait plutôt l'aider que lui en vouloir. Le garçon, apeuré et peu coopératif, s'en va. Quelques jours plus tard il revient et explique sa vie précaire, il a 14 ans, s'appelle Victor, est orphelin, et vit dans un camp de Roms, obligé de voler par de plus âgés. Jacques va entreprendre, non sans difficultés, de le remettre sur de bons rails, lui apprenant à lire et à écrire et lui donnant chaque jours l'argent qu'il doit rapporter pour obtenir un semblant de liberté de ses exploiteurs.
Les démarches qu'il effectue parallèlement auprès des institutions de protection de l'enfance pour régulariser la situation de Victor lui font rencontrer des personnes engagées dans des associations d'aide aux étrangers où finalement il va retrouver un sens à sa vie.

## Fiche technique
Sauf indication contraire, les informations mentionnées dans cette section peuvent être confirmées par les bases de données cinématographiques IMDb et Allociné,  présentes dans la section « Liens externes ».
- Titre original : Comme un fils
- Réalisation : Nicolas Boukhrief
- Scénario : Nicolas Boukhrief et Éric Besnard
- Musique :
- Décors : Julie Lemaire
- Costumes : Elfie Carlier
- Photographie : Éric Gautier
- Son : Dana Farzanehpour
- Montage : Lydia Boukhrief
- Production : Richard Grandpierre
  - Production exécutive : Frédéric Doniguian
- Sociétés de production : Eskwad
- Société de distribution : Le Pacte
- Budget : 3,1 millions d'euros
- Pays de production :  France
- Langue originale : français
- Format :
- Genre : Drame
- Durée : 102 minutes
- Dates de sortie :
  - Italie : octobre 2023 (Rome)
  - France : 6 mars 2024

## Distribution
- Vincent Lindon : Jacques Romand
- Karole Rocher : Harmel Kirshner
- Stefan Virgil Stoica : Victor
- Sorin Mihai : Andreas
- Florin Opasche : Dolofan
- Robert Opasche : Raul
- Guillaume Draux : Dr Ambert
- Saïd Aïssaoui : commissaire Mauri
- Pascal Vannson : un collègue de Jacques
- Nina Boukhrief : Laura, la fille de Jacques